# 塞缪尔·兰利

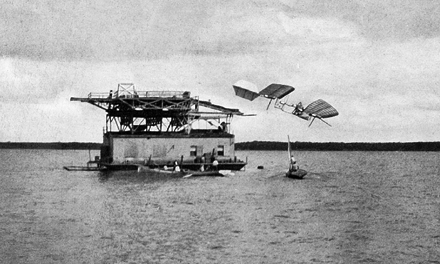
兰利1903年10月7日进行的飞行试验以失败告终

塞缪尔·皮尔龐特·兰利（英語：Samuel Pierpont Langley，1834年8月22日—1906年2月27日），美国天文学家、物理学家、數學家，航空先驱，测热辐射计的发明者，史密森博物館館長。

## 生平
兰利1834年出生于美国马萨诸塞州的诺克斯包利，早年未受过高等教育，从波士顿拉丁文学校毕业后进入哈佛大学天文台成为助教。1881年，他发明了测热辐射计，可以用于微量热的精密测量。兰利用它仔细测定了太阳在可见光波段和红外波段的辐射强度，并首次将太阳辐射的测量扩展到远红外波段。1886年，兰利由于太阳物理方面的贡献，获得美国科学院颁发的亨利·德雷伯奖。1887年，兰利成为史密松学会的第三任秘书长，1890年创办了史密松天体物理台。
19世纪90年代，兰利仔细研究了空气动力学原理，试图从鸟类飞行中获得启发研制飞机，其中羅伯特·里奇韋提供了諸如漂泊信天翁、紅頭美洲鷲和其他翱翔型鳥類物種的翼面負載和其他空氣動力學特性的計算數據來協助了蘭利的航空研究。1896年5月6日，兰利在华盛顿附近的波托马克河上进行了无人飞机模型的试验，该模型飞机从船上弹射起飞，飞行了大约半英里。这次飞行在航空史上被认为是比重大于空气的飞行器进行的首次持续动力飞行。同年11月11日，他的另一架飞机模型又成功飞行了五千多英尺。随后，兰利获得了美国政府5万美元以及史密松研究所2万美元的支持，试图建造一架有人驾驶的飞机，并雇用了查尔斯·曼利作机械师和飞行员。
1902年，兰利从自己的朋友口中听说莱特兄弟的滑翔机试验取得了成功，便试图会见莱特兄弟，但被婉言谢绝。兰利制造的有人驾驶飞机有一前一后两对翅膀，采用弹射方式起飞，由于没有起落架，飞行结束后只能坠入水中。1903年10月7日和12月8日，兰利的飞机在波托马克河上两次试验失败，飞行员曼利被人从水中救起，没有受伤。报纸对兰利设计的飞机进行了猛烈的抨击。
1906年兰利在南卡罗来纳州的艾肯去世。虽然他动力飞行的愿望未能实现，但为后来的飞机设计者留下了很多有益的启示。兰利去世8年后的1914年，美国著名飞机设计师格伦·柯蒂斯将他的飞机打捞上来，进行了彻底的改造，安装了功率更大的发动机，结果试验成功，飞机飞行了数百英尺。
为纪念兰利，史密松研究所于1908年设立了兰利奖章，用于奖励在航空领域做出贡献的人，首个兰利奖颁发给了莱特兄弟。兰利空军基地、美国宇航局的兰利研究中心、以及美国第一艘航空母舰“兰利号航空母舰”均是以他的名字命名。人们还把每平方厘米1卡路里的辐射强度通用单位称作1兰利。